# Helary Mägisalu
Helary Mägisalu (19 de julio de 1997) es un deportista estonio que compite en lucha grecorromana. Ganó una medalla de plata en el Campeonato Europeo de Lucha de 2018, en la categoría de 55 kg.

## Palmarés internacional
| Campeonato Europeo | Campeonato Europeo | Campeonato Europeo | Campeonato Europeo |
| Año                | Lugar              | Medalla            | Categoría          |
| ------------------ | ------------------ | ------------------ | ------------------ |
| 2018               | Kaspisk (Rusia)    | Medalla de plata   | 55 kg              |